# Dumitrești (okręg Aluta)
Dumitrești – wieś w Rumunii, w okręgu Aluta, w gminie Verguleasa. W 2011 roku liczyła 901 mieszkańców. 